# Shivkumar Sharma
Shivkumar Sharma (Jammu, 13 de enero de 1938 - Bombay, 10 de mayo de 2022) fue un intérprete de música clásica indostaní, y maestro del santur.

## Biografía
Se le acredita el hacer del santur un instrumento popular en la música clásica de la India. Sharma grabó su primer álbum solo en 1960. En 1967, se reunió con el flautista Hariprasad Chaurasia y con Brij Bhushan Kabra para producir el álbum concepto Call of the Valley, que logró ser uno de los grandes éxitos en la música clásica de la India. Ha compuesto música para varias películas en hindi en colaboración con Chaurasia, empezando con Silsila en 1980. Algunas películas para las que han compuesto música exitosa son:  Faasle (1985), Chandni (1989), Lamhe (1991) y Darr (1993).
Recibió diversos premios, incluyendo el de ciudadano honorario de la ciudad de Baltimore (1985), Premio Académico Sangeet Natak (1986), Padma Shri (1991) y Padma Vibhushan (2001).

## Discografía
- Call of the Valley, con Brij Bhushan Kabra y Hariprasad Chaurasia (1967)
- The Glory Of Strings - Santoor (1991), T-Series
- Raga Bhopali vol I (1993)
- Raga Kedari vol II (1993)
- Hundred Strings of Santoor (1994)
- Hypnotic Santoor (1994)
- The Pioneer of Santoor (1994)
- Raag Bilaskhani Todi (1994)
- Santoor (Raag Rageshri) (1998)
- Sampradaya (1999)
- Vibrant Music for Reiki (2003)
- Sympatico (Charukeshi - Santoor)(2004)
- The Inner Path (Kirvani - Santoor) (2004)